# Charles Emil Lewenhaupt (1797–1871)
Charles Emil Lewenhaupt, född den 23 april 1797 i Alingsås, död den 8 maj 1871 på Runstorp i Kimstads församling, Östergötlands län, var en svensk greve och militär. Han var son till Charles Emil Lewenhaupt och måg till Johan af Segerström.
Lewenhaupt blev kadett vid Krigsakademien på Karlberg 1811 och utexaminerades därifrån 1814. Han blev fänrik vid Älvsborgs regemente sistnämnda år, löjtnant där 1821, vid Livbeväringsregementet 1824, kapten där 1825 och major 1833. Lewenhaupt blev chef för Hallands infanteribataljon 1843 efter sin bror Adolf Patrik Lewenhaupt. Han beviljades avsked ur krigstjänsten 1846. Lewenhaupt blev riddare av Svärdsorden 1836 och tilldelades Karl XIV Johans medalj 1855. Han vilar på Kimstads kyrkogård,